# Faro Technologies
 FARO Technologies Inc.  es una empresa industrial que se ha especializado en la fabricación de tecnología de medición portátil. La empresa fue fundada en 1981, y desde el año 1989 cotiza en el NASDAQ. FARO desarrolla y distribuye sistemas CAM2 (Medición de Fabricación Asistida por Ordenador).

## Estructura de empresa
FARO Technologies, Inc. (NASDAQ: FARO) desarrolla y distribuye sistemas informáticos y software a medida a nivel mundial, junto con sus filiales internacionales. Los aparatos portátiles de medición de FARO®, junto con su software enfocado a la industria, permiten obtener en los procesos de producción y ensamblaje una gran precisión de medición y comparación de partes en sistemas complejos en 3D. Los sistemas de medición de FARO se pueden utilizar en cualquier lugar en el que se necesite realizar mediciones exactas. Se utilizan para la inspección y ensamblaje de componentes, planificación de producción e inventario, así como para la investigación y reconstrucción de accidentes y escenarios de crímenes. También se utilizan para el escaneo digital de lugares históricos.

## Filial FARO Europe
Desde 1996, la empresa opera en Europa bajo el nombre de FARO Europe GmbH & Co. KG. La sede está en Korntal-Münchingen, Alemania. Otras oficinas se encuentran en Francia, Inglaterra, Italia y España.
- Datos: Q1386509
- Multimedia: Faro Technologies / Q1386509